# Джаукян, Геворк Бегларович
Гево́рк Бегла́рович Джаукя́н (арм. Գևորգ Բեգլարի Ջահուկյան, 1 апреля 1920 года, с. Шахназар, ныне село Мецаван, Лорийская область, Армения — 6 июня 2005 года, Ереван) — армянский лингвист, академик АН Армянской ССР.

## Биография
Геворк Бегларович Джаукян окончил Ереванский государственный университет в 1941 году. С 1945 по 1949 год работал старшим преподавателем в Ереванском государственном университете, с 1949 по 1958 год доцентом, в 1958 году стал профессором. Возглавлял кафедру иностранных языков с 1948 по 1957 годы. Член-корреспондент АН Армянской ССР с 1968 года, с 1977 года — академик.

## Научная работа
Основные труды посвящены общей и сопоставительной лингвистике, истории и теории мировой и армянской лингвистики, связи древних индоевропейских языков и языков Передней Азии, истории армянского языка, диалектологии, классификации армянских диалектов, вопросам структуры современного армянского языка.
Был сторонником гипотезы Г. А. Капанцяна — В. И. Хачатряна о существовании особого хайасского языка, родственного индоевропейским. 

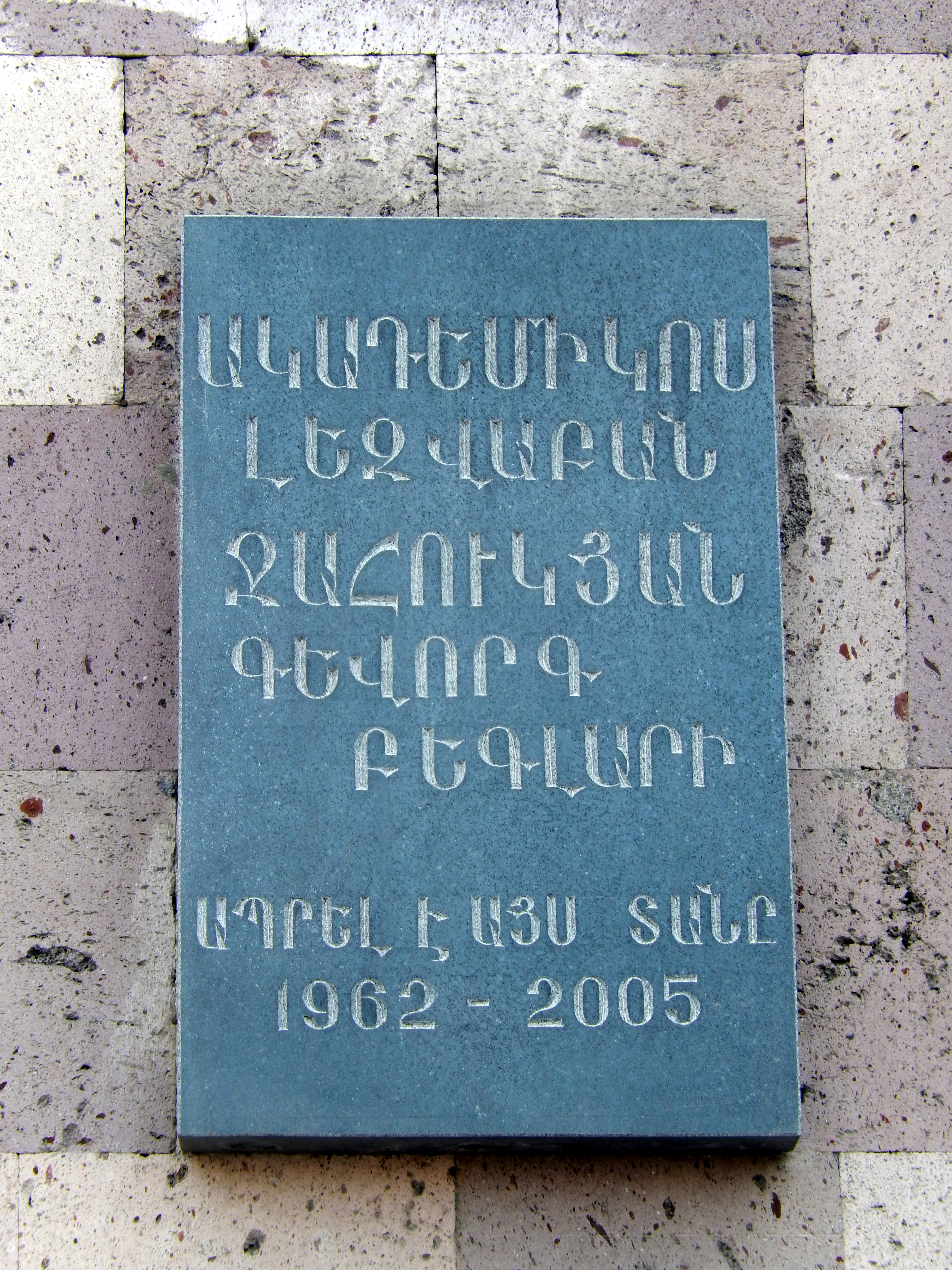
Мемориальная доска в Ереване, ул. Чаренца

## Награды
Награждён орденами Святого Месропа Маштоца, Октябрьской Революции (20.08.1986), «Знак Почёта» (18.03.1976), медалями Мовсеса Хоренаци, «За доблестный труд» (1970), серебряной медалью ВДНХ СССР (1985). Лауреат Государственной премии Армянской ССР (1988). Заслуженный деятель науки Армянской ССР (1965).